# Longituda
Longituda ali ekliptična dolžina (oznaka λ) nebesnega telesa je ena izmed nebesnih koordinat, ki se uporabljajo v ekliptičnem koordinatnem sistemu.  Druga koordinata v tem sistemu je latituda (oznaka β). Longitude ima v ekliptičnem koordinatnem sistemu podobno vlogo kot geografska dolžina v geografskem koordinatnem sistemu.
Longituda je kotna oddaljenost poldnevnika nebesnega telesa od pomladišča merjeno po ekliptiki. Ekliptika je navidezna pot Sonca po nebesni krogli. Longituda se meri v kotnih merskih enotah v isti smeri kot se giblje Sonce.
V pomladišču (pomladno enakonočje - 21.3. vsako leto) je longituda Sonca 0°,  21.6 (poletni sončev obrat – poletni solsticij) ima Sonce  longitudo 90°, 23.9 (jesensko enakonočje) pa 180°, 21.12 (zimski sončev obrat – zimski solsticij) ima longitudo 270°.